# James Homer Wright
James Homer Wright (8 de abril de 1869-3 de enero de 1928) fue uno de los primeros e influyentes patólogos estadounidenses , quien de 1896 a 1926 fue jefe de patología en el Hospital General de Massachusetts. Wright nació en Pittsburgh, Pensilvania.
En 1915, se unió al Dr. Richard C. Cabot para comenzar la publicación de Case Records of the Massachusetts General Hospital. Estos comenzaron a publicarse regularmente como Boston Medical and Surgical Journal , que más tarde se convirtió en New England Journal of Medicine.
En 1924, Wright, junto con el Dr. Frank B. Mallory , publicó Técnica patológica: un manual práctico para el laboratorio patológico . El libro vio ocho ediciones y durante muchos años fue el libro de texto estándar en el campo.
Él es el "Wright" en la tinción de Wright y las " rosetas de Homer Wright " asociadas con el neuroblastoma.